# Quark, Strangeness and Charm
Quark, Strangeness And Charm (рус. Кварк, странность и очарование) — седьмой студийный альбом британской рок-группы Hawkwind, записанный в Rockfield Studios в начале 1977 года и выпущенный записывающей компанией Charisma Records в июне 1977 года. Диск провел 6 недель в UK Albums Chart, поднявшись до #30.

## Об альбоме
Quark, Strangeness And Charm — первый альбом, который группа записала без участия одного из своих основателей Ника Тёрнера. К моменту начала записи из состава ушёл также барабанщик Алан Пауэлл. В ходе студийной работы Пола Рудольфа заменил Эдриан Шоу из группы Magic Muscle. Обложку альбома оформили арт-группа Hipgnosis и Джефф Халпин; фотографии, использованные при оформлении, были сделаны в диспетчерском зале электростанции в Баттерси.
После ухода Тёрнера и Пауэлла новый состав Hawkwind записал и выпустил сингл «Back on the Streets» и провел в Англии декабрьский тур из восьми концертов, в ходе которого исполнил незаконченные версии трёх песен, вошедших в альбом: «Spirit Of The Age», «Hassan I Sabbah» и «Damnation Alley». В январе 1977 года Hawkwind прибыли в студию Rockfield и со звукоинженером Дэйвом Чарльзом (англ. Dave Charles) приступили к работе над пластинкой, которая была завершена в феврале.
В ходе работы у лидеров группы произошёл конфликт с Полом Рудольфом. Тому (по его словам) был предоставлен выбор: «…извиниться за что-то или уйти». Рудольф говорил, что выбрал последнее, потому что «не вполне понял ситуацию». Впоследствии выяснилось, что на Брока произвел неприятное впечатление эпизод, когда Рудольф играл энергичный трек, развалившись в кресле. Калверт утверждал, что басист всегда выражал недовольство песнями научно-фантастической тематики.

## Список композиций

### Сторона А
- «Spirit of the Age» (Robert Calvert, Dave Brock) — 7:20
- «Damnation Alley» (Calvert, Brock, Simon House) — 9:06
- «Fable of a Failed Race» (Calvert, Brock) — 3:15

### Сторона В
- «Quark, Strangeness and Charm» (Calvert, Brock) — 3:41
- «Hassan-i Sabbah» (Calvert, Paul Rudolph) — 5:21
- «The Forge of Vulcan» (House) — 3:05
- «The Days of the Underground» (Calvert, Brock) — 3:13
- «The Iron Dream» (Simon King) — 1:53

#### Бонус-треки. Atomhenge
- «Damnation Alley» (студийная версия, записанная вживую) — 10:33
- «A minor Jam Session» — 9:49
- «Spirit of the Age» (фрагмент демо) — 2:59
- «Hash Cake Cut» — 4:25

#### Atomhenge бонус-CD
- «Damnation Alley» (первая студийная версии) — 10:34
- «Spirit of the Age» (полная расширенная версия) — 11:20
- «Days of the Underground» (первая версия) — 5:38
- «Quark, Strangeness and Charm»/«Uncle Sam’s on Mars» — 9:18
- «Fable of a Failed Race» (расширенная версия) — 6:49
- «Damnation Alley» (альтернативная версия) — 8:23
- «Spirit of the Age» (концертная запись 1977 года) — 5:54
- «Robot» (концертная запись 1977 года) — 5:57
- «High Rise» (концертная запись 1977 года) — 5:39

## Участники записи
- Robert Calvert — вокал, перкуссия
- Dave Brock — гитара, синтезаторы
- Simon House — клавишные, скрипка, вокал
- Adrian Shaw — бас-гитара, вокал
- Simon King — ударные, перкуссия